# Ahmad ibn Uways
Shaykh Ahmad ibn Uways Jalayr (+ 1410) fou un emir jalayírida fill d'Uways ibn Hasan (Uways I). En el regnat del seu pare fou empresonat però alliberat a la seva mort el nou emir Husayn ibn Uways li va permetre residir a Tabriz exercint algunes funcions menors.
L'enemistad amb el seu germà va anar creixent, fins al punt que el considerava el més sanguinari dels tirans. Als inicis de 1382 Shaykh Ahmad ibn Uways va decidir revoltar-se i va sortir de Tabriz dirigint-se cap a Ardabil. Husayn li va enviar missatgers demanant-li tornar a Tabriz en pau, però Sultan Ahmed s'hi va negar. Poc després el seu germà Baiazid ibn Uways es va dirigir a Rayy de la que es va apoderar i es va revoltar igualment A la primavera del 1382 l'amir Adil Agha va anar a assetjar el castell de Rayy que estava controlat per Baiazid; davant les dificultats Husayn, que era a Tabriz, li va enviar reforços i es va quedar gairebe sense forces militars a la seva disposició a Tabriz. Llavors Adil Agha va retirar el seu suport a Husayn i es va entendre amb Baiazid per la seva proclamació com a sultà que es va produir a Sultaniya (la residència d'Adil Agha), però Ahmad pel seu costat també volia el poder.
Aleshores Ahmad, per sorpresa, va avançar des de Ardabil i va ocupar Tabriz matant a Husayn (primavera del 1382). Per assegurar la seva posició contra Adil i Baiazid de Sultaniya d'un costat i contra Ali i Pir Ali Badak de l'Iraq de l'altra, Ahmad va demanar ajut als Kara Koyunlu.
Ahmad va ascendir al sultanat mentre el seu germà Baiezid unit a Adil Agha, que l'havia proclamat sultà, es disposava a tornar a Tabriz. Ahmad va fugir de Tabriz i es va dirigir a la població de Muzid, demanant ajut als kara koyunlu. Adil Agha va entrar a Tabriz amb Baiezid al seu costat i va organitzar la persecució d'Ahmad i els seus lleials, però a poc d'iniciar el camí diversos amirs (potser subornats per Ahmad) es van mostrar contraris i l'exèrcit va haver de tornar a Sultaniya, la seva residència., deixant el camí lliure a Ahmad per retornar a Tabriz.
Pel seu costat Shaykh Ali i Pir Badak (que dominaven Iraq) van sortir de Bagdad en direcció a Tabriz a l'Azerbaidjan. Ahmad els va sortir al encontre i la batalla es va produir al Huft Rud (Set Rius). L'ala esquerra del sulta Ahmad anava manada per l'amir Omar Kipchak que va fer defecció i es va unir a Shaykh Ali. Ahmad va abandonar el camp de batalla i per la ruta de Khoy va fugir cap a Naxçıvan on es va trobar amb el seu aliat Kara Muhammad dels Kara Koyunlu que estava disposat a donar-li suport i el qual, amb cinc mil homes, va marxar contra l'exèrcit de Shaykh Ali i Pir Badak al que va derrotar, morint els dos caps en el combat; els kara koyunlu van obtenir un botí considerable que es van emportar a les seves tendes (yuruts).
Ahmad seria ara senyor de l'Azerbaidjan i de l'Iraq però encara havia de combatre a Adil Agha i Baiezid que s'havien retirat a Sultaniya; Adil es va dirigir a Tabriz i va iniciar la lluita, però durant aquesta es va produir la campanya de Tamerlà (1383) a l'Azerbaidjan i nord de l'Iraq. Adil Agha es va passar a Tamerlà que el 1384 va entrar a Sultaniya sense resistència. Ahmad va intentar ocupar Sultaniya però Adil Agha el va rebutjar; finalment, davant una invasió de forces de l'Horda d'Or a l'Azerbaidjan que no va poder combatre amb eficacia, es va retirar a Bagdad (1385) amb l'ajut del seu aliat Izz al-din Shir de Hakkari. Els momgols de l'Horda d'Or van abandonar l'Azerbaidjan, però quan Tamerlà va retornar el 1386 la posició d'Ahmad era molt dèbil i no va poder defensar Tabriz que els tamerlanides van ocupar a l'estiu del 1386, havent de pagar els habitants un fort tribut. L'encarregat de la recaptació fou Adil Agha, però Tamerlà va sospitar que s'havia quedat amb una part i el va fer executar. En endavant l'Azerbaijan va quedar en mans dels timúrides.
El 1393 Tamerlà va atacar altre cop els dominis jalayírides, i a l'agost va arribar a Bagdad, on residia Ahmad, que va veure que no podia defensar la ciutat per lo que va fugir cap el territori mameluc de Síria on el sultà Barkuk li va concedir asil. Bagdad va haver de pagar un rescat important i l'entrega de molts presoners incloent el fill d'Ahmad, Ala al-Dawla ibn Ahmad, que Tamerlà es va emportar cap a l'Àsia central però la vida de la majoria dels habitants fou respectada. El sabardar Khwaja Masud Sabzawari va rebre el govern de la ciutat.
El 1394 Ahmad va poder tornar a Bagdad; Khwaja Masud es va retirar amb les seves forces abans de combatre i Ahmad va poder conservar el control durant sis anys durant els quals la seva popularitat va anar caient i es va produir una conspiració el 1397 o 1398 que fou avortada però que era indicativa de la situació. El 1398 va abandonar la ciurtat i va demanar suport a Qara Yússuf dels Kara Koyunlu. Els turcmans van acudir a Bagdad però Ahmad va tenir dificultats per evitar els saquejos i finalment els va haver de fer fora. El 1398 el governador timúrida de l'Azerbaidjan, Miran Shah, fill de Tamerlà, va intentar ocupar Bagdad però Ahmad va resistir i el va rebutjar. El 1399 un exèrcit de georgians van aixcecar el setge de la ciutat d'Alenjaq, que els timúrides havien intentat conquerir durant més de deu anys; l'exèrcit anava dirigit per un dels fills d'Ahmad i aquest fill, a la seva tornada a Bagdad, es va revoltar, però va fracassar i va morir.
Quan Tamerlà va tornar de la seva campanya oriental del 1400, Ahmad va temer que atacaria Bagdad i va abandonar la ciutat; com que l'atac no es va produir va retornar però la va abandonar altre cop al cap d'un temps per anar a refugiar-se amb els otomans. El maig del 1401 tropes timúrides van atacar Bagdad però van trobar forta resistència; es van enviar reforços però el comandant de la ciutat, sense saber que els atacants eran forces de Tamerlà, es va negar a rendir la ciutat. Tamerlà en persona va haver d'anar a la ciutat que fou assetjada durant 40 dies, passats els quals el comandant seguia refusant rendir-se i Tamerlà va ordenar l'assalt. Quasi tots els habitants (homes, dones i nens) foren massacrats i molts edificis públics destruïts. La devastació era tant completa que Tamerlà va considerar que no calia deixar un governador a la ciutat.
Però poc temps després Ahmad va retornar i va començar la reconstrucció. Un contingent tamerlànida va estar a punt de fer-lo presoner però va poder fugir i va retornar amb un contingen de turcs kara koyunlu (1402) dirigits per Qara Yússuf, al que havia trobat durant el seu exili a territori otomà. Aquesta amistad no obstant no fou duradora i Qara Yússuf es va apoderar de la ciutat i va expulsar a Ahmad que es va refugiar amb els mamelucs per segona vegada, els quals ara tenien por de Tamerlà i el van empresonar. El 1403 les forces timúrides van entrar a Bagdad expulsant als kara koyunlu. Qara Yússuf es va refugiar igualment amb els mamelucs que per les mateixes raons també el van empresonar. Reunits a la presó els dos líders van renovar la seva amistad i van arribar a un acord pel qual l'Iraq Arabí seria per Ahmad i Azerbaidjan per Qara Yússuf.
A la mort de Tamerlà el 1405, Nasir-ad-Din Faraj, sultà mameluc d'Egipte els va alliberar i Ahmad va retornar a Bagdad mentre Kara Yússuf es va establir a Nakhitxevan a l'espera d'ocupar Tabriz. Altre cop l'acord es va trencar ja que Ahmad volia recuperar l'Azerbaidjan i va dirigir una expedició contra aquest territori aconseguint ocupar Tabriz breument (juliol del 1406) a la que va renunciar Xaikh Ibrahim de Xirvan que l'havia ocupat poc temps abans. Abu Bakr després de la victòria obtinguda a Esfahan, estava en disposició de tornar a Tabriz i el sultà Ahmad ibn Uways es va retirar cap a Awjan (agost); els amirs li aconsellaven retirar-se cap a Bagdad i així es va fer però la retirada va esdevenir desbandada i els soldats van començar a marxar desorganitzats, cadascun pel seu compte a veure qui corria mes. L'1 de setembre de 1406, Abu Bakr va arribar a Tabriz però no hi va entrar perquè hi havia una epidèmia de pesta. A l'octubre fou derrotat per Kara Yusuf que finalment va poder ocupar Tabriz.
Durant el 1408 Ahmad ibn Uways es va esfortçar en reforçar les muralles de Bagdad i en crear rases i defenses. El maig va arribar a Bagdad el príncep Ala al-Dawla Sultan, que havia estat presoner a Samarcanda i se'l havia alliberat. Després d'uns dies de descans i diversió fou enviat a Hilla com a governador. Ahmad va seguir amb la seva vida habitual: una persona alcoholitzada que a més es dedicava a tota mena d'actes sexuals amb nois i noies.
A començaments del 1409 Ahmad ibn Uways, sabent que Pir Muhammad després de sufocar una revolta al Khuzestan, havia retornat a Siraz, va reunir les seves forces i sobtadament es va dirigir a Huwayza (Hawiza) i la va assetjar. La guarnició fou sorpresa i no va tenir temps de fugir, sent gairebé tots liquidats; alguns però foren fets presoners i el sultà no els va fer matar. Pir Hajji Kukeltaix, governador de Dizful, al saber la notícia, va abandonar la seva ciutat i es va retirar a Xuixtar; l'amir Isen, que no se sentia segur a Xuixtar, es va retirar a Ram-Hurmuz. Pir Muhammad va enviar els amirs Anuixirwan Barles i Tulek que es van reunir amb Isen a Ram-Hurmuz. Ahmad es va apoderar sense lluita de tot el Khuzestan i es va dirigir a Ram-Hurmuz. A la nit els defensors van veure els milers de torxes, es van espantar i van evacuar Ram-Hurmuz. La ciutat fou ocupada, la fortalesa destruïda, la població portada a Xuixtar i el cadi Kutb al-Din executat. Masuk Nizedar va rebre el govern del Khuzestan.(152, 153)
Ahmad va tornar a Bagdad on a finals del hivern (vers febrer de 1409) es va posar malalt i per consell dels metges es va traslladar al seu ilak o campament d'estiu; ja recuperat els amirs el van instar a dirigir-se a Sultaniya aprofitant que Bistam Jagir s'havia dirigit a Esfahan (en suport del pretendent muzaffàrida), i al seu lloc havia deixat al seu inexpert fill Baiazet Jagir, encara menor d'edat, que probablement evacuaria la fortalesa en cas d'atac.
El sultà ho va acceptar però quan va arribar a Hamadan es va assabentar que Bistam Jagir ja havia abandonat Esfahan, derrotat, i que encara que havia aconseguit tornar a Sultaniya, el govern estava desorganitzat; Bistam havia nomenat governador de la ciutat al seu germà Masum i ell mateix s'havia dirigit al seu feu d'Ardebil. Ahmad es va establir als suburbis de Sultaniya i els comandants de les zones properes se li van sotmetre, especialment l'amir Abd al-Razzak (fill de Kodadad Husayni) que s'havia fet amb el control de Kazwin. Una negociació amb Masum no va tenir efecte i el sultà va decidir esperar tranquil·lament.
Ahmad va saber que un tal Uwais, que deia ser el seu fill, havia agafat el títol de sultà a Bagdad i els seus acòlits l'instigaven a prendre el tron. Ahmad va retornar corrent i els conspiradors van fugir cada un per un costat. Mani ibn Xuaib i Uwais van ser fets presoners.
Ahmad ibn Uways va sortir de Bagdad cap a l'Azerbaidjan el 15 de maig de 1410 i va arribar a Hamadan. En aquest districte va sotmetre als kurds de la zona. L'amir Xah Muhammad, fill de Kara Yusuf, que s'havia aturar al ilak de Awjan, es va dirigir a Khoi. El 27 de juliol Ahmad va arribar a Tabriz (193, 194) i va enviar tropes a perseguir a Xah Muhammad al que van atrapar a Salmas i el van derrotar. Però Kara Yusuf estava a l'Azerbaidjan i es va dirigir cap a Tabriz. Les forces jalayírides i kara koyunlu es van trobar a Asad, no gaire lluny de Tabriz (28 d'agost de 1410). En la batalla Ahmad va resultar ferit i els seus foren derrotats. Amagat Ahmad a Tabriz fou denunciat a Kara Yusuf per un habitant de nom Baha al-Din Julah; el cap turcman el va fer detenir, el va carregar de cadenes i el va fer condemnar a mort i fou penjat; va romandre tres dies sense enterrar fins que finalment fou enterrat a Dimaixkiya junt amb el seu pare i la mare.
En la batalla o en els serrells posteriors van morir altres prínceps jalayírides com Xah Wali, net d'Uways I i fill de Xaikh Ali; i el príncep Sultan Ala al-Dawla ibn Ahmad, que estava detingut a la presó d'Abd al-Juz; els dos foren també enterrats a la Dimaixkiya. La successió va recaure efímerament en el nebot Xah Wali i mort aquest en els seus fills. Els kara koyunlu van ocupar Bagdad (1411) i els jalayírides van haver de retirar-se cap al sud de l'Iraq, governant a Hilla, Wasit, Bàssora i Shushtar.